# Coppa di lega francese di pallamano maschile
La Coppa di lega (fr: Coupe de la Ligue française de handball masculin) è una competizione francese di pallamano istituita nel 2001 e estintasi nel 2022. La manifestazione si svolgeva a cadenza annuale.

## Albo d'oro
| Edizione        | Campione                                      | Finalista                                     | Finale                                        | Finale                                        |
| Edizione        | Campione                                      | Finalista                                     | Punteggio                                     | Sede                                          |
| 2001-2002 (1ª)  | Chambéry                                      | Dunkerque                                     | 25 - 19                                       | Sélestat - COSEC Eugène-Griesmar              |
| 2002-2003 (2ª)  | Créteil                                       | Montpellier                                   | 27 - 23                                       | Besançon - Palais des sports Ghani-Yalouz     |
| 2003-2004 (3ª)  | Montpellier                                   | Créteil                                       | 26 - 23                                       | Dunkerque - Stades de Flandres                |
| 2004-2005 (4ª)  | Montpellier                                   | Paris                                         | 27 - 21                                       | Nîmes - Le Parnasse                           |
| 2005-2006 (5ª)  | Montpellier                                   | Paris                                         | 31 - 30                                       | Parigi - Stade Pierre-de-Coubertin            |
| 2006-2007 (6ª)  | Montpellier                                   | Ivry                                          | 34 - 33                                       | Metz - Palais omnisports Les Arènes           |
| 2007-2008 (7ª)  | Montpellier                                   | Créteil                                       | 26 - 23                                       | Albertville - Halle olympique                 |
| 2008-2009 (8ª)  | Istres                                        | Montpellier                                   | 22 - 20                                       | Miami - AmericanAirlines Arena                |
| 2009-2010 (9ª)  | Montpellier                                   | Saint-Raphaël                                 | 37 - 25                                       | Nantes - Palais des sports de Beaulieu        |
| 2010-2011 (10ª) | Montpellier                                   | Chambéry                                      | 32 - 29                                       | Pau - Palais des sports de Pau                |
| 2011-2012 (11ª) | Montpellier                                   | Saint-Raphaël                                 | 28 - 27                                       | Nantes - Palais des sports de Beaulieu        |
| 2012-2013 (12ª) | Dunkerque                                     | Nantes                                        | 28 - 24                                       | Tolosa - Palais des sports André-Brouat       |
| 2013-2014 (13ª) | Montpellier                                   | Saint-Raphaël                                 | 34 - 21                                       | Chambéry - Le Phare-Grand Chambéry            |
| 2014-2015 (14ª) | Nantes                                        | Fenix Toulouse                                | 23 - 20                                       | Rouen - Le Kindarena                          |
| 2015-2016 (15ª) | Montpellier                                   | Paris-Saint Germain                           | 31 - 26                                       | Montpellier - Park&Suites Arena               |
| 2016-2017 (16ª) | Paris-Saint Germain                           | Nantes                                        | 31 - 27                                       | Reims - Complexe René-Tys                     |
| 2017-2018 (17ª) | Paris-Saint Germain                           | Fenix Toulouse                                | 40 - 30                                       | Metz - Palais omnisports Les Arènes           |
| 2018-2019 (18ª) | Paris-Saint Germain                           | Montpellier                                   | 31 - 25                                       | Le Mans - Antarès                             |
| 2019-2020 (19ª) | Edizione annullata causa pandemia di COVID-19 | Edizione annullata causa pandemia di COVID-19 | Edizione annullata causa pandemia di COVID-19 | Edizione annullata causa pandemia di COVID-19 |
| 2020-2021       | Edizione non disputata (20ª)                  | Edizione non disputata (20ª)                  | Edizione non disputata (20ª)                  | Edizione non disputata (20ª)                  |
| 2021-2022 (21ª) | Nantes                                        | Chambéry                                      | 28 - 21                                       | Metz - Palais omnisports Les Arènes           |

### Edizioni vinte e perse per squadra
| Squadra             | Vittorie | Secondi posti | Anni vittorie                                                                            | Anni secondi posti        |
| ------------------- | -------- | ------------- | ---------------------------------------------------------------------------------------- | ------------------------- |
| Montpellier         | 10       | 3             | 2003-04, 2004-05, 2005-06, 2006-07, 2007-08, 2009-10, 2010-11, 2011-12, 2013-14, 2015-16 | 2002-03, 2008-09, 2018-19 |
| Paris-Saint Germain | 3        | 3             | 2016-17, 2017-18, 201819                                                                 | 2004-05, 2005-06, 2015-16 |
| Nantes              | 2        | 2             | 2014-15, 2021-22                                                                         | 2012-13, 2016-17          |
| Dunkerque           | 1        | 1             | 2012-13                                                                                  | 2001-02                   |
| Créteil             | 1        | 2             | 2002-03                                                                                  | 2003-04, 2007-08          |
| Chambéry            | 1        | 1             | 2001-02                                                                                  | 2010-11, 2021-22          |
| Istres              | 1        | 0             | 2008-09                                                                                  |                           |
| Fenix Toulouse      | 0        | 2             |                                                                                          | 2014-15, 2017-18          |
| Saint-Raphaël       | 0        | 3             |                                                                                          | 2009-10, 2011-12, 2013-14 |
| Ivry                | 0        | 1             |                                                                                          | 2006-07                   |